# Aleksej German
Aleksej German (russisk: Алексе́й Ю́рьевич (Гео́ргиевич) Ге́рман) (født 20. juli 1938 i Sankt Petersborg i Sovjetunionen, død 21. februar 2013 i Sankt Petersborg i Rusland) var en sovjetisk filminstruktør og manuskriptforfatter.

## Filmografi
- Sedmoj sputnik (Седьмой спутник, 1967)[2][3]
- Kontrol på vejene (Проверка на дорогах, 1971)
- Dvadtsat dnej bez vojny (Двадцать дней без войны, 1976)
- Min ven Ivan Lapsjin (Мой друг Иван Лапшин, 1985)
- Khrustaljov, masjinu! (Хрусталёв, машину!, 1998)
- Trudno byt bogom (Трудно быть богом, 2013)